# ダジボーグ

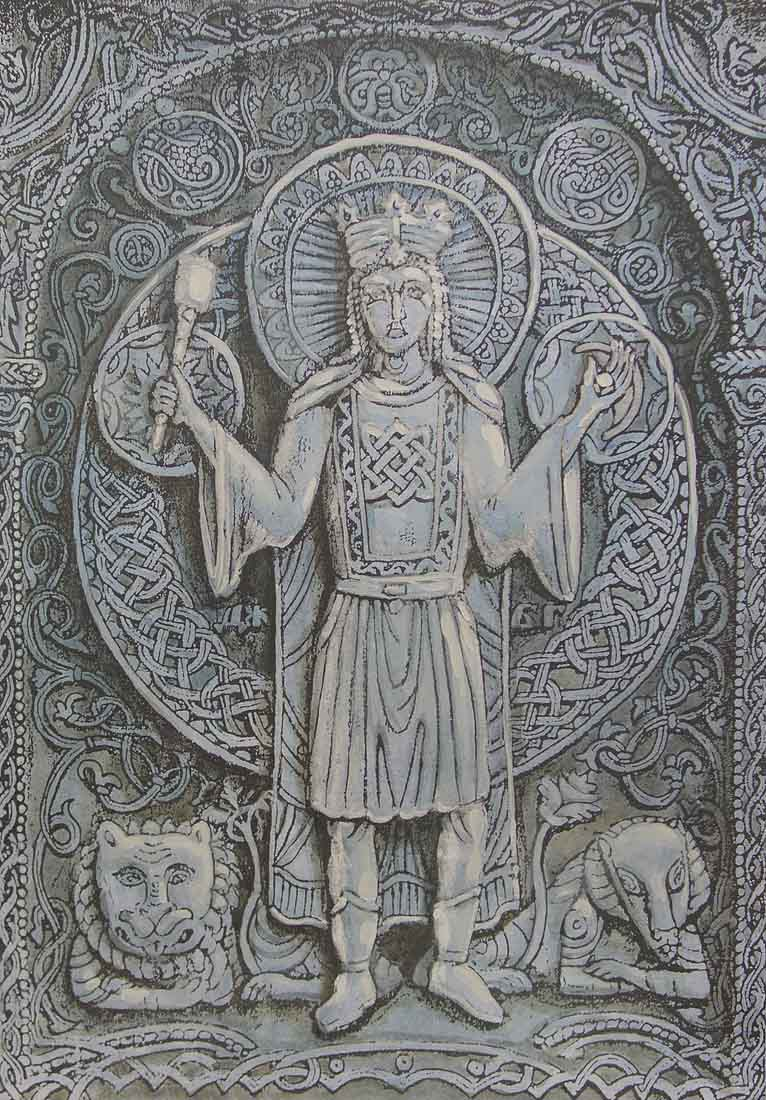
ダジボーグ

ダジボーグ（ダージボーグとも。ウクライナ語: Дажбог、ラテン表記：Dažbog、Dajbog）は、スラヴ神話の太陽神で、富を与える神ともされる。Bogはスラブ語で「神」や「幸福・富」を意味し、Dajの語源については判然としないが、
多くの学者は*dati（「与える」, 露：дать）に帰するとする。
またアレクサンドル・アファナーシェフの見解によれば、Dajはゴート語のDagsやサンスクリット語のTagに通じ、昼、光などの意味を示唆するという。セルビア人からはダボーグ (Dabog)、ポーランド人からはダズボーグ (Dazbog) と呼ばれた。

## 解説
ウラジーミル1世が造らせキエフの丘に祀らせた6体の神像の1体である 。『原初年代記』980年の項で、3番目に名前が挙がる。古くはスヴァローグ、ペルーンとともにトリグラフを構成していたが、後にスヴェントヴィトやヴォーロスに取って代わられた。
天空神スヴァローグの子であり、兄弟に火の神スヴァロギッチがいる。東ローマ帝国で記されたある年代記においては、太陽であるダジボーグは、スヴァローグの後継者として強力な支配者になったと伝えられている。
『イーゴリ軍記』では、ルーシの人々はダジボーグの孫であると伝えられていることから、ロシア民族を守護する役割も与えられていたと推測される。

## 太陽の神話
スラヴ民族の神話や民話において、太陽は、東方にある、季節が永遠に夏の肥沃な国に居住しているとされる。朝が来るたびに、口から炎の吐息を吐く馬に牽引された、金剛石で作られた馬車で現れ、蒼穹を駆け巡ると伝えられる。太陽神の馬車を牽く馬は、伝承によっては十二頭の白馬であったり、金の馬、銀の馬、ダイヤモンドの馬の三頭の駿馬であったりするなど、差異がある。ダジボーグは朝に生まれ、ダイヤモンドの戦車で空を駆け抜け、夕方には年老いていると伝えられている。
いくつかの寓話では、ダジボーグは月の女神ミエシャツの配偶者として描かれる。二人は春になるたびに結婚するが、秋になると別れ、互いに独りで冬を過ごし、翌年の春が訪れると再会するという。また、二人の夫婦喧嘩が原因で地震が発生すると伝えられる。セルビアの伝説では、ミエシャツ（メーシャツ）は老人の男性として描出されている。ミエシャツ（メーシャツ）とはスラヴの言葉で月を意味し、男性名詞であることから、本来であれば男性としての性格が付与されるものだが、多くのスラヴの伝承は太陽と月との関係に人間の異性同士の解釈を適用した。そのため月であるミエシャツは太陽であるダジボーグの妻として表現されている。

### 原典資料
- 『イーゴリ軍記（イーゴリ遠征物語）』
  - 『イーゴリ遠征物語』木村彰一訳、岩波書店〈岩波文庫〉、1983年4月。ISBN 978-4-00-326011-1。
- 『原初年代記』

### 二次資料
- アレグザンスキー, G. 著「スラヴの神話」、ギラン,フェリックス編 編『ロシアの神話』小海永二訳（新版）、青土社〈シリーズ世界の神話〉、1993年10月、pp.5-92頁。ISBN 978-4-7917-5276-8。
- コットレル, アーサー『ビジュアル版世界の神話百科 - ギリシア・ローマ／ケルト／北欧』松村一男、蔵持不三也、米原まり子訳、原書房、1999年10月。ISBN 978-4-562-03249-5。
- 中堀正洋 著「ダージボーグ」、松村一男ほか編 編『神の文化史事典』白水社、2013年2月、p. 304頁。ISBN 978-4-560-08265-2。
- 松村一男 著「スラヴの神話」、大林太良ほか編 編『世界神話事典』角川書店、1994年1月、pp. 426-432頁。ISBN 978-4-04-031600-0。